# Sakura Wars: The Gorgeous Blooming Cherry Blossoms
Sakura Wars: The Gorgeous Blooming Cherry Blossoms (サクラ大戦 桜華絢爛, Sakura Taisen: Ōka Kenran) est une série télévisée d'OAV japonaise en 2 saisons de 4 épisodes de 30 minutes et de 6 épisodes de 30 minutes, créée par les studios Visual bandai et diffusée sous forme d'OAV. En France, l'éditeur est Déclic Images.
Il s'agit d'un produit dérivé de la série de jeux vidéo Sakura Taisen.

## Synopsis
Au début du XXe siècle, une brigade secrète, la « Flower Imperial Company », est chargée de veiller à la sécurité de la capitale impériale, régulièrement attaquée par des monstres. Elle est constituée de jeunes filles de diverses origines, dotées de grands pouvoirs spirituels. Sakura a elle aussi un grand pouvoir. Elle tente donc d'intégrer ce qui n'est, aux yeux du public, qu'une simple troupe d'acteurs du théâtre impérial. Après des débuts difficiles avec ses camarades, elle apprendra à se servir de son arme spirituelle au même titre que ses consœurs. Mais arriveront-elles à sauver leur pays contre les démons qui se préparent à attaquer ?

## Voix japonaises
- Chisa Yokoyama (VF : Hélène Bizot) : Sakura Shinguji
- Ai Orikasa : Ayame Fujieda
- Kumiko Nishihara : Iris Chateaubriand
- Mayumi Tanaka : Kanna Kirishima
- Michie Tomizawa : Sumire Kanzaki
- Akio Suyama : Ichiro Ogami
- Masaru Ikeda : Ikki Yoneda
- Yuriko Fuchizaki : Ri Kohran
- Michie Tomizawa : Sumire Kanzaki
- Urara Takano : Maria Tachibana
- Hiroko Maruyama : Obaa-san
- Kappei Yamaguchi : Senmatsu the Monkey
- Kazue Ikura : Reni Milchstrasse
- Maya Okamoto : Soletta Orihime
- Mayumi Tanaka : Kanna Kirishima
- Takehito Koyasu : Yuuichi Kayama

## Épisodes

### Première saison (1997)
1. The Demon Wars Begin Again! (第一幕「華の都の花いくさ」) 18-12-1997
2. The Cherry Blossom Spirit Attack (第二幕「桜の花に放てよ神の剣」) 25-02-1998
3. Spring is the Time for First Battles (第三幕「春は弥生の初戦闘」) 25-05-1998
4. A Midsummer Night's Dream (第四幕「真夏の夢の夜」) 25-07-1998

### Deuxième saison (1999)
1. The Dreadful Assassin from New York (第一話「紐育(ニューヨーク)の怒れる刺客」) 18-12-1999
2. The Golden River (第二話「水のある都市（まち）」) 25-02-2000
3. Haunting in Cinema Paradiso (第三話「キネマの驚天動地」) 25-04-2000
4. Masked Red of Paper Moon (第四話「人情紙芝居・少年レッドよ永遠に」) 25-06-2000
5. Father and Daughter (第五話「父と娘と」) 25-09-2000
6. The Time Will Come (第六話「女たちの新時代（あした）」) 21-12-2000

## Suites

### OAV
- 2002 : Sakura taisen: Sumire
- 2003 : Sakura taisen: École de Paris. Œuvre dérivée.
- 2004 : Sakura taisen: Le nouveau Paris. Suite de Sakura taisen: École de Paris

### Dessin animé
- 2000 : La Guerre de Sakura

### Film d'animation
- 2001 : Sakura Wars : Film